# Tsuga chinensis
Tsuga chinensis, la tsuga de la China, (en chino Tieshan 铁杉 / 鐵杉 / tiěshān) es una especie arbórea perteneciente a la familia de las Pináceas. Se trata de una conífera originaria de China, Taiwán, Tíbet y Vietnam. Los árboles es bastante variable y tienen muchas variedades reconocidas, aunque algunas también se mantienen como especies separadas por ciertas autoridades. El árbol fue descubierto recientemente en las montañas del norte de Vietnam, haciendo de ella la extensión más al Sur de su área de distribución. 

## Área de distribución
La distribución de la tsuga de la China comienza en el oeste en el Tíbet y sigue hacia el este hasta China, al norte hasta el sur de la provincia de Shanxi y al sur hasta Taiwán, provincia de Guangdong y el norte de la provincia de Ha Giang en el norte de Vietnam. En el extremo sur de su área de distribución se encuentran solo en lo alto de las montañas. Por ejemplo en Vietnam el árbol se encuentra solo en las montañas de 1.300 a 1.700 m s. n. m. En China está presente en altitudes de 1.000-3.500 metros en las siguientes provincias: Anhui, Fujian, Gansu meridional, Guangdong, Guangxi, Guizhou septentrional, Henan occidental, Hubei occidental, Hunan, Jiangxi, Shaanxi meridional, Sichuan, Xizang, Yunnan y Zhejiang. Esto comprende la mitad sur del país con unas pocas poblaciones más al norte. Se encuentra principalmente en bosques mixtos cerca de las cuencas de los ríos y en las montañas y los valles. En Taiwán se encuentra principalmente en Nantou y Taoyuan Xian a altitudes de 1.700-3.500 m s. n. m. en bosques mixtos. Puede encontrarse en el parque nacional de Yushan en Taiwán y en la Reserva de Lalashan, así como en el Parque del Glaciar Hailuogou de China en la provincia de Sichuan.

## Taxonomía
Hay una serie de variedades de T. chinensis, aunque se discute mucho cuáles son válidas y si algunas constituyen una especie diferente o no. En total hay seis variedades, aunque no todas son universalmente admitidas. Son:
- T. c. var. chinensis es la variedad tipo y aparece por la mayor parte del área de distribución en China continental y el Tíbet. Sus escamas de semilla son ovadas-pentagonales, subcuadradas o suborbiculares, mientras que sus ramillas son de 1 mm de diámetro y grises a gris amarillento en color. Los conos son ovoides y 1,5-2,5 cm de alto por 1,2-1,6 cm de ancho.
- T. c. var. formosana es la variedad que aparece exclusivamente en Taiwán. Aljos Farjon, un experto en coníferas del Real Jardín Botánico de Kew, considera esta variedad idéntica con el tipo, pero según Raven y Wu difiere del tipo en que tiene escamas de semillas que son comprendidas orbiculares a casi semiorbiculares. Por lo demás, sin embargo, es como el tipo.
- T. c. var. patens que se encuentra solo en el oeste de la provincia de Hubei en Changyang Xian.
- T. c. var. forrestii es tratada como una especie separada con el nombre de Tsuga forrestii, por algunas autoridades. Con independencia de cuál sea su estado taxonómico, está considerado amenazada por IUCN. Aparece solo en el nordeste de Guizhou, suroeste de Sichuan y noroeste de Yunnan.
- T. c. var. robusta es probablemente la variedad más universalmente reconocida. Está presente en el oeste de Hubei y el oeste de Sichuan.
- T. c. var. oblongisquamata está considerada como una especie separada por Raven y Wu, llamada Tsuga oblongisquamata, pero como una variedad por Farjon. Aparece en la parte septentrional de su área de distribución, esto es, en el Gansu meridional, Hubei occidental y noroeste de Sichuan.[3][5][6]